# 2004 KL19
2004 KL19, também escrito como 2004 KL19, é um objeto transnetuniano (TNO) que está localizado no cinturão de Kuiper, uma região do Sistema Solar. Ele é classificado como um twotino, pois, o mesmo está em uma ressonância orbital de 1:2 com o planeta Netuno. O mesmo possui uma magnitude absoluta de 8,7 e tem um diâmetro com cerca de 80 km.

## Descoberta
2004 KL19 foi descoberto no dia 24 de maio de 2004 pelo Canada-France Ecliptic Plane Survey.

## Órbita
A órbita de 2004 KL19 tem uma excentricidade de 0,324 e possui um semieixo maior de 47,754 UA. O seu periélio leva o mesmo a uma distância de 32,265 UA em relação ao Sol e seu afélio a 63,242 UA.